# Hartford (Maine)
Hartford es un pueblo ubicado en el condado de Oxford en el estado estadounidense de Maine. En el Censo de 2010 tenía una población de 1.185 habitantes y una densidad poblacional de 10,15 personas por km².

## Geografía
Hartford se encuentra ubicado en las coordenadas 44°23′00″N 70°19′34″O / 44.38333, -70.32611. Según la Oficina del Censo de los Estados Unidos, Hartford tiene una superficie total de 116.75 km², de la cual 113.62 km² corresponden a tierra firme y (2.68%) 3.13 km² es agua.

## Demografía
Según el censo de 2010, había 1.185 personas residiendo en Hartford. La densidad de población era de 10,15 hab./km². De los 1.185 habitantes, Hartford estaba compuesto por el 95.78% blancos, el 0.08% eran afroamericanos, el 1.01% eran amerindios, el 0.08% eran asiáticos, el 0% eran isleños del Pacífico, el 0.34% eran de otras razas y el 2.7% pertenecían a dos o más razas. Del total de la población el 0.51% eran hispanos o latinos de cualquier raza.